# 伊維薩-福門特拉 (參議院選區)
伊維薩-福門特拉島是西班牙參議院的選區之一。該選區選舉一名參議員。
它的範圍伊維薩島和福門特拉島。

## 外部連結
38°59′N 1°26′W / 38.983°N 1.433°W